# Mixophyes fleayi
A Mixophyes fleayi a kétéltűek (Amphibia) osztályának békák (Anura) rendjébe, a Myobatrachidae családba, azon belül a Mixophyes nembe tartozó faj.

## Előfordulása
Ausztrália endemikus faja. Queensland állam délkeleti részhétől Új-Dél-Wales északkeleti részéig, esőerdőkben honos. Elterjedési területének mérete hozzávetőleg 7000 km².

## Megjelenése
Nagytestű, akár a 9 cm testhosszúságot is elérő békafaj. Háta barna, szürkésbarna vagy rézbarna, középen több sötétebb folt található, amelyek gyakran egy összefüggő csíkot alkotnak, amely a szemek között Y alakban kezdődik. Orrlyukától a szeme mögötti területig egy fekete csík húzódik, orra hegyén pedig egy fekete háromszög alakú folt található. Oldala világosbarna, sárga vagy krémszínű, fekete foltokkal. A hasa sárga vagy fehér. Pupillája függőleges elhelyezkedésű, a szivárványhártya sötétbarna, felső felében kék vagy ezüst félholddal. A lábakon és a karokon sötét vízszintes sávok vannak, a combok hátsó része szürkésbarna. Mellső lábainak ujjai között nincs úszóhártya, a hátsókon fele részig úszóhártya van; ujjai végén nincsenek korongok.

## Életmódja

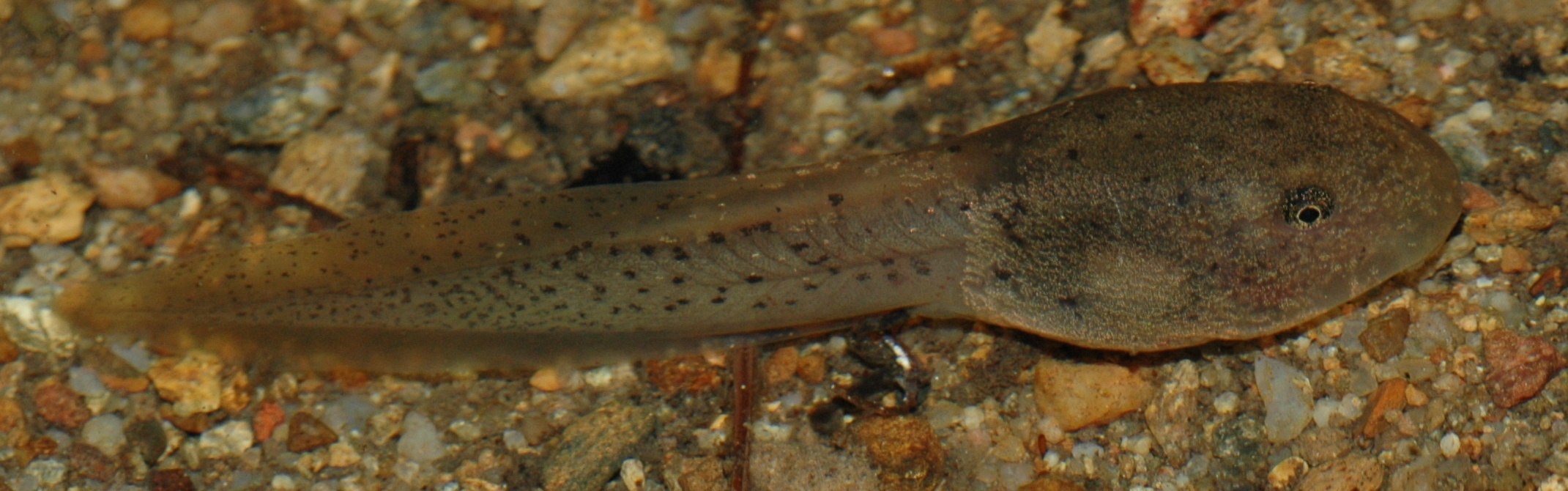
Ebihal

Télen és ősszel szaporodik. A petéket a nőstény lazán vagy csomókban rakja a víz alá, sekély, nedves kavics- vagy levelekből álló fészkekbe, amelyeket sziklás patakok mellett ásnak. Az ebihalak hossza elérheti a 6,5 cm-t, színük aranybarna vagy fekete. Gyakran a víztestek alján maradnak, és körülbelül 12 hónapig tarthat, amíg békává fejlődnek.

## Természetvédelmi helyzete
A vörös lista a veszélyeztetett fajok között tartja nyilván. Populációi erősen fragmentáltak, egyedszámuk csökkem. Több védett területen is megtalálható.